# Livre de Bristol
La livre de Bristol (£B) est une forme de monnaie complémentaire, ou monnaie communautaire lancée à Bristol, au Royaume-Uni le 19 septembre 2012. Son objectif est d'encourager les personnes à dépenser leur argent auprès de commerces indépendants locaux à Bristol et dans l'ex comté d'Avon. Depuis septembre 2012 c'est l'alternative la plus répandue au Royaume-Uni à la monnaie officielle; la livre Sterling.

## Contexte
La livre de Bristol est une monnaie locale et communautaire qui a été créée afin d'améliorer l'économie locale de Bristol . Son but premier est d'appuyer les commerçants indépendants afin de maintenir une diversité de commerces autour de la ville. La livre de Bristol est gérée par une entreprise non lucrative Bristol Pound Community Interest Company et la banque locale Bristol Credit Union.
Avant la livre de Bristol, d'autres monnaies complémentaires ont été introduites au Royaume-Uni à Totnes (2006), Lewes (2008), Brixton (2009) et Stroud (2010).

## L'effet multiplicateur local
Quand une personne dépense une livre de Bristol dans un commerce local, le propriétaire de ce commerce peut la dépenser à son tour en l'utilisant pour acheter des fournitures d'un autre magasin local, payer ses taxes locales à la ville de Bristol. Le commerce peut par exemple utiliser ses livres de Bristol afin de payer un agriculteur dans la zone d'Avon pour acheter des fruits et légumes frais. Cet agriculteur peut payer un architecte local qui accepte des livres de Bristol pour rénover une partie de sa ferme et ainsi de suite. De cette façon l'argent continue de circuler localement pour profiter aux commerces locaux indépendants, ceci est nommé l'Effet multiplicateur local. Si, par exemple, la personne avait dépensé des livres Sterling dans une chaîne de supermarché à la place, plus de 80 % de l'argent aurait quitté la zone presque immédiatement  L'utilisation d'une monnaie locale augmente donc le flux de trésorerie entre les commerces indépendants et stimule l'emploi local et le développement économique durable .
L'utilisation d'une monnaie locale ne stimule pas seulement l'économie locale, mais fortifie aussi les liens au sein de la communauté en augmentant le capital social. En outre, acheter localement réduit les émissions à travers la réduction des externalités de transport. Généralement, le commerce interne à travers l'utilisation de monnaies locales est une stratégie de résilience qui réduit l'impact de crises nationales et la dépendance du commerce international (par exemple énergies fossiles, produits de consommation, etc.) sur l'économie local en augmentant l'auto-suffisance.  Finalement, l'utilisation d'une monnaie locale augmente la prise de conscience d'une personne de l'impact de son activité économique.
La livre de Bristol a contribué à l'attribution du titre de Capitale Verte Européenne 2015 à Bristol.

## Utilisation
Bristol est la première ville au Royaume-Uni dans laquelle les taxes locales peuvent être payées en monnaie locale. Les déteneurs d'un compte en livres de Bristol peuvent convertir les £B de et depuis les livres sterling, chaque livre de Bristol étant addossée par une livre Sterling. Le Bristol City Council et d'autres organisations dans la ville proposent à leurs employés une partie de leur salaire en livres de Bristol. Le maire actuel de Bristol, George Ferguson, accepte son salaire entier (51,000 £) en livres de Bristol.
Depuis juin 2015 les factures d'énergie peuvent être payées en livres de Bristol à un fournisseur d'énergie 100 % renouvelable, Good Energy. Le PDG de Good Energy a affirmé que c'est une première mondiale pour payer ses factures d'énergie en monnaie locale  .
En juin 2015, selon le PDG de Bristol Pound à peu près £1million de Bristol Pounds ont été émis, avec plus de £B700,000 toujours en circulation . Plus de 800 commerces acceptent les Bristol Pounds et plus de mille utilisateurs ont un compte en livres de Bristol.

## Organisations impliquées
La livre de Bristol est gérée par la compagnie sans but lucratif Bristol Pound Community Interest Company en collaboration avec une institution financière locale, la Bristol Credit Union. La Bristol Credit Union s'assure que chaque 1 £ convertie en £B1 papier est addossée dans un fond fiduciaire sécurisé. Le projet est soutenu par le Bristol City Council.
La livre de Bristol fait partie d'un mouvement plus ample de monnaies locales. Le partenariat Monnaies Complémentaires en Action, offre de l'appui à des communautés qui veulent développer une nouvelle monnaie complémentaire et travaille sur l'innovation. À l'intérieur du Royaume-Uni Bristol Pound CIC a fondé et anime la Gilde des Monnaies Indépendantes (Guild of Independent Currencies)- une platforme pour partager des expériences autour des monnaies locales. Dans ce cadre, Bristol CIC travaille pour le moment entre autres avec la ville d'Exeter, afin de l'aider à lancer sa propre monnaie locale.

## Utilisation de la livre de Bristol
Les livres de Bristol peuvent être utilisées aussi bien en format papier qu'en format électronique, comme de la monnaie conventionnelle. Une livre de Bristol est équivalente à une livre Sterling. Certains commerces offrent des réductions aux clients qui payent en livre de Bristol. Les taxes locales et factures d'électricité peuvent être payées avec des livres de Bristol en ligne.
Livres de Bristol en format papier
Les £B en papier peuvent être utilisées par quiconque. Leurs illustrations ont été conçues par des artistes de Bristol. La monnaie est aussi sécurisée contre la fraude. En juin 2015 des nouvelles £B papier seront émises. Ceux-ci peuvent s'échanger contre des livres sterling à un taux 1-1 aux 17 points de retrait différents à travers la ville ou être ordonnés en ligne (Site de Bristol Pound).
Payements électroniques
La livre de Bristol est la deuxième monnaie locale au Royaume-Uni, après le Brixton Pound, à disposer de système de payements électroniques. Ceci permet entre autres aux petits commerces participants d'accepter des payements par SMS sans devoir payer pour l'installation d'un dispositif de payement par carte,. Les commerces sont chargés 2 % de la somme pour les payements faits par SMS, ce qui est similaire ou moins que le taux appliqué pour payement par carte ou Paypal (3 %). Les payements peuvent être faits en ligne, le bénéficiaire de chaque payement est chargé à un taux de 1 %, limité à 95p par transaction.

## Cadre légal
Chaque  £B papier est adossée par une livre sterling déposée à la Bristol Credit Union. La livre Bristol n'est pas un cours légal, l'acceptation de la livre de Bristol par les commerçants se fait donc sur base volontaire,. Les directeurs du Bristol Pound CIC ne peuvent pas empêcher les compagnies nationales ou internationales d'accepter les £B papier, mais peuvent décider sur la base des Règles d'Adhésion si un commerce reçoit la permission d'ouvrir un compte en livres sterling et de faire du commerce électronique en £B.
Les livres de Bristol peuvent seulement être échangées en livres sterling via un compte électronique de livres de Bristol. L'échange n'implique pas de frais. Les livres de Bristol ne peuvent pas directement être échangées en sterling sauf si déposées dans un compte électronique et ensuite reconverties à partir celui-ci. Techniquement, les billets sont des bons et la première édition des Bristol Pound en papier a donc une date d'expiration (30/9/15). La Banque d'Angleterre (Bank of England) reconnaît l'existence et le rôle des monnaies locales.
Finalement, le traité de Lisbonne spécifie que seuls les billets bancaires émis par la Banque Centrale Européenne et les banques centrales nationales sont reconnus comme cours légal au sein de l'Union.

## Voir également
- SoNantes
- Monnaie complémentaire
- Monnaie locale
- New Economics Foundation
- Brixton Pound
- Lewes Pound
- Stroud Pound
- Totnes Pound
- BerkShares
- Scrip
- Bank Charter Act 1844